# جائحة فيروس كورونا في غينيا بيساو
توثق هذه المقالة آثار جائحة فيروس كورونا لعام 2019-2020 في غينيا بيساو، وقد لا تضمن جميع الاستجابات والتدابير والقياسات حتى الآن.

## خلفية
في 12 يناير 2020، أكدت منظمة الصحة العالمية عن ظهور فيروس كورونا المستجد كسبب للمرض التنفسي الذي أصاب مجموعة من الأشخاص في مدينة ووهان، مقاطعة خوبي، الصين، إذ أُبلغ عنهم إلى منظمة الصحة العالمية في 31 ديسمبر 2019. كانت نسبة الوفيات بين الحالات المُشخصة بكوفيد-19 أقل بكثير من جائحة فيروس سارس في عام 2003، لكن انتقال العدوى كان أكبر، والوفيات أيضًا.

## الجدول الزمني
في 25 مارس 2020 أكدت غينيا بيساو أول حالتي كوفيد-19 ، وهما موظف كونغولي في الأمم المتحدة ومواطن هندي.